# Margaux Vranken
Pour les articles homonymes, voir Vranken.
Margaux Vranken est une compositrice, pianiste et chanteuse belge.

## Biographie

### Formation
Margaux Vranken a d'abord étudié la musique classique avant d'étudier le jazz au Conservatoire Royal de Bruxelles. En 2017, elle reçoit une bourse pour étudier au Berklee Global Jazz Institute (Boston, États-Unis), avec des artistes comme Joe Lovano, John Patitucci, Danilo Pérez. Sa musique est influencée par le jazz new-yorkais tout en gardant une identité musicale liée à l'héritage jazz européen.

### Carrière
En 2012, Vranken fonde le quartet PINTO,. En 2015, elle compose la musique du film Les Liberterres. Elle a également été choriste au sein des Chœur des Jeunes de l’Opéra de la Monnaie,.
En 2019, elle enregistre son premier album en tant que compositrice au Bunker Studio (Brooklyn, New York).

## Discographie
En tant que leadeuse, compositrice, interprète :
- 2015 : PINTO (Auto-production)
- 2020 : Purpose (Igloo Records)
- 2021: Purpose la suite, live at Gaume Jazz Festival (Igloo Records)
- 2022: Songbook (Igloo Records)
- 2024: Constellations (Auto-production)

En tant que participante : 
- 2016 : Paolo Fresu, David Linx, Diederik Wissels, The Whistleblowers (Tuk Music)
- 2017: Aneta Nayan, Reasons (Polskie Radio)
- 2019 : Chloe Louise & the Backwoods Thieves

## Prix
En 2012, elle fait partie des finalistes du concours Leffe Jazz Nights. En 2014, elle remporte le prix du Public au Brussels Jazz Marathon. En 2015, elle reçoit la bourse de la Fondazione Siena Jazz pour participer au Jazz Summer Workshops (avec entre autres David Binney, Stefano Battaglia, Jeff Ballard, Matt Penman). En 2018, elle est lauréate de la fondation SPES et de la fondation VOCATIO.